# Dryopteris carthusiana
Dryoptéris des Chartreux, Dryoptéris de Chartreuse
Espèce
Dryopteris carthusiana, le Dryoptéris des Chartreux ou le Dryoptéris de Chartreuse, est une espèce de fougères.